# Monte Blackburn
Il monte Blackburn è una montagna degli Stati Uniti d'America, situata nello Stato dell'Alaska. Si trova all'interno del Wrangell-St. Elias National Park and Preserve, e con i suoi 4.996 m s.l.m. rappresenta la vetta principale della catena montuosa dei Monti Wrangell.
È la quinta vetta più alta degli Stati Uniti e la dodicesima vetta più alta del Nord America. La montagna è un antico vulcano, il secondo più alto degli Stati Uniti dopo il monte Bona e il quinto più alto nel Nord America. Venne così nominato nel 1885 in onore di Joseph Clay Stiles Blackburn, un senatore statunitense dello Stato del Kentucky.